# Campeonato de España de Atletismo 1917
El I Campeonato de España de Atletismo, se disputó los días 8,9 y 10 de septiembre de 1917 en las instalaciones deportivas de Campo de Atocha, San Sebastián, España.
En esta primera edición se disputaron 15 pruebas atléticas solo en categoría masculina. Entre ellas, el salto de altura y el salto de longitud sin impulso, ya desaparecidas del programa atlético.

Las instalaciones fueron cedidas por el club Real Sociedad de San Sebastián entre las que encontraba una pista de 250 metros de cuerda.
Esta primera edición tuvo una gran acogida, respecto a la asistencia de público al evento deportivo, estimándose en unas 3.000 personas en el estadio el día 9 de septiembre, fecha de celebración de la mayoría de las pruebas atléticas.
Dicho evento fue organizado por la Federación Atlética Guipuzcoana, participando los siguientes equipos:
- Federación Castellana de Atletismo.
- Federación Atlética Guipuzcoana.
- F. C. Barcelona.
- Club Deportivo Bilbao.

Respecto a las anécdotas ocurridas durante el campeonato, en la prueba de los 5.000 metros lisos, por equivocación del juez responsable de indicar a los atletas las vueltas restantes, se marca el final de la prueba una vuelta antes de cumplir los 5.000 metros. En estos momentos, Muguerza se encontraba en primer lugar y González a unos 60 metros de distancia de este. Los dos atletas aceleran el ritmo para finalizar la prueba. Los jueces se percatan del error y comienzan a gritar: ¡Falta una vuelta!. Estos no son oídos por los atletas, pues además se produce una invasión de la pista por parte de cientos de espectadores que se llevan a Muguerza en volandas, tras cruzar la meta. González, consciente de que faltaba una vuelta, continúa la carrera hasta completar la prueba. Al final de decide como campeón a Muguerza, aunque técnicamente el campeón debiera haber sido González, que completó la prueba, no así Muguerza que realizó 4.750 metros. No obstante, González reconoció que si Muguerza hubiese recorrido los 250 metros restantes hubiese sido el vencedor igualmente (Madrid-Sport, edición del día 13-09-1917). 

## Resultados

### Masculino
| Evento                                         | Oro                                                 | Plata                                           | Bronce                                                                                |
| ---------------------------------------------- | --------------------------------------------------- | ----------------------------------------------- | ------------------------------------------------------------------------------------- |
| 100 metros (09-09)                             | Félix Mendizábal Federación Guipuzcoana 11.4        | Daniel García Tuñón Federación Castellana 11.6  | Leandro Coll F. C. Barcelona -                                                        |
| 200 metros (09-09)                             | Félix Mendizábal Federación Guipuzcoana 24.8        | Daniel García Tuñón Federación Castellana 25.4  | Leandro Coll F. C. Barcelona -                                                        |
| 400 metros (09-09)                             | Antonio Blanch F. C. Barcelona 56.2                 | Cosme Duñabeitia C.D.Bilbao 57.0                | Gonzalo Leyra Federación Castellana 57.1                                              |
| 800 metros (09-09)                             | Cosme Duñabeitia C.D.Bilbao 2:09.8                  | Gonzalo Leyra Federación Castellana 2:11.0      | Rosendo Calvet F. C. Barcelona -                                                      |
| 1500 metros (09-09)                            | Juan Muguerza Federación Guipuzcoana 4:33.2         | Adrián García F. C. Barcelona 4:37.1            | Hilario Valencia Federación Castellana -                                              |
| 5000 metros (09-09)                            | Juan Muguerza Federación Guipuzcoana 15:55.4        | Emilio González Federación Castellana 16:03.6   | Luis Alejo Bolumburu Federación Guipuzcoana -                                         |
| 110 metros vallas (10-09)                      | Álvaro de Artola Federación Guipuzcoana 19.2        | Luis Brú F. C. Barcelona 19.8                   |                                                                                       |
| Salto de altura (09-09)                        | José Luis Baquero C.D.Bilbao 1.66                   | José Luis Elósegui Federación Guipuzcoana 1.64  | Alejandro Santamaría Federación Castellana Pompeyo Sevilla Federación Castellana 1.45 |
| Salto de altura sin impulso                    | Álvaro de Artola Federación Guipuzcoana 1.36        | Pompeyo Sevilla Federación Castellana 1.35      | Daniel García Tuñón Federación Castellana Fermín Salaverry C.D.Bilbao 1.30            |
| Salto con pértiga (10-09)                      | José Luis Elósegui Federación Guipuzcoana 2.98 REsp | Fermín Salaverry C.D.Bilbao 2.95                | Juan Bautista Erice C.D.Bilbao 2.90                                                   |
| Salto de longitud (09-09)                      | José Luis Elósegui Federación Guipuzcoana 5.975     | José Luis Baquero C.D.Bilbao 5.86               | Luis Cortés F. C. Barcelona 5.33                                                      |
| Salto de longitud sin impulso                  | Álvaro de Artola Federación Guipuzcoana 2.92        | Pompeyo Sevilla Federación Castellana 2.88      | Azcoitia Federación Guipuzcoana 2.66                                                  |
| Lanzamiento de peso (09-09)                    | Daniel García Tuñón Federación Castellana 10.92     | Fermín Salaverry C.D.Bilbao 10.62               | Ernesto Dorn Federación Castellana 10.00                                              |
| Lanzamiento de disco (09-09)                   | Juan Ansola Federación Guipuzcoana 36.13            | Daniel García Tuñón Federación Castellana 34.72 | Ventura Elizondo Federación Guipuzcoana 33.81                                         |
| Lanzamiento de jabalina (estilo libre) (09-09) | Ventura Elizondo Federación Guipuzcoana 42.80       | Arregui 42.40                                   | Manuel Castanedo Federación Castellana 39.50                                          |

## Vinclos externos
Página RFEA Archivado el 4 de agosto de 2017 en Wayback Machine.

Revista Madrid-Sport Edición día 13-09-1917

Asociación Española de Estadísticos de Atletismo Archivado el 4 de marzo de 2016 en Wayback Machine.

Historia del Atletismo en Madrid-Año 1917

El Mundo Deportivo-Hemeroteca. Edición del día 11-09-1917

El Mundo Deportivo-Hemeroteca. Edición del día 18-09-1917, Página 4
- Datos: Q6402037